# Les Petites Filles de bonne famille
Albums de Nino Ferrer
Enregistrement public
(1966) Agata
(1969)
Les Petites Filles de bonne famille est le deuxième album de Nino Ferrer, paru en 1967 sur le label Riviera (réf. 421 081). 

## Chansons
| 1. | Les Petites Jeunes Filles de bonne famille |  |
| 2. | Les Hommes à tout faire                    |  |
| 3. | Le Blues des rues désertes                 |  |
| 4. | Il me faudra... Natacha                    |  |
| 5. | Ma vie pour rien                           |  |
| 6. | Monsieur Machin                            |  |

| 1. | Le Téléfon                  |  |
| 2. | Mon copain Bismarck         |  |
| 3. | Je cherche une petite fille |  |
| 4. | NF in Trouble               |  |
| 5. | Je vous dis bonne chance    |  |
| 6. | Mao et moa                  |  |

- Nino Ferrer : Chant, Basse
- Richard Bennett : Batterie
- Bernard Estardy : Orgue, Piano